# Francisco Gilabert y d'Alentorn
Francisco Gilabert y d’Alentorn, (Tudela del Segre, 20 de julio de 1559 - Lérida, 22 de marzo de 1638) fue un noble catalán, autor de diversos tratados políticos y económicos.
Señor de las baronías de La Vansa, de Fornos y de Tudela de Sió, y carlán de los castillos de Albelda y  de Àger. Fue alcalde de la ciudad de Lérida varias veces y diputado de la Generalidad de Cataluña, además de jurado del Estudio General de Lérida. Durante cuarenta años fue Gentilhombre de Boca del rey Felipe III. Los últimos años de su vida los pasó en Tamarite de Litera, dedicado a escribir y al cultivo y explotación de sus tierras.
Como carlán del castillo de Albelda y feudatario del conde de Ribagorza, participó en su juventud en la guerra de Ribagorza apoyando la causa del conde y enfrentado a otros nobles, por lo cual su nombre aparece asociado al de famosos bandoleros como Lupercio Latrás y Miguel Juan Barber. 

## Obras
- Relaciones de lo sucedido en Aragón, antes y en el tránsito de Antonio Perez y sucesos subsiguientes, despues del año de 1591 (Barcelona, ¿).
- Respuesta hecha al Tratado, Relacion y Discurso historial que Antonio de Herrera hace de los sucesos de Aragon en los años de 1591 y 1592. (incluida en la edición de la obra de Francisco de Gurrea y Aragón, Comentarios de los sucesos de Aragón de los años 1591 y 1592, Madrid, 1888).
- Discursos sobre la calidad del Principado de Cataluña, inclinacion de sus habitadores y su govierno. Lérida, 1616.
- Agricultura práctica, con la cual puede uno llegar á ser perfecto agricultor en lo más necesario para la vida humana en cualquier tierra que estuviere. Barcelona, 1626. (También denominada «La cartilla de La Litera». Publicada en 2003 en edición de Enrique Corbera Abillar por el IEA de la Diputación Provincial de Huesca con la colaboración del Colegio Oficial de Ingenieros Técnicos Agrícolas, Graduados y Peritos Agrícolas de Aragón, el Colegio Oficial de Ingenieros Agrónomos de Aragón, Navarra y País Vasco y el Ayuntamiento de Albelda).